# Olympische Sommerspiele 1972/Ringen – Griechisch-römischer Stil Federgewicht (Männer)
Das Ringen im griechisch-römischen Stil der Männer in der Klasse bis 62 kg bei den Olympischen Sommerspielen 1972 wurde vom 5. bis 10. September in der Ringer-Judo-Halle auf dem Messegelände Theresienhöhe ausgetragen.

## Wettkampfformat
Die Kampfzeit war auf drei Mal drei Minuten beschränkt. Ein Ringer blieb so lange im Turnier, bis er mit sechs Minuspunkten belastet war. Sobald nur noch zwei oder drei Athleten übrig waren, wurde eine Finalrunde um die Medaillen ausgetragen.
Minuspunkte wurden wie folgt verteilt:
- 0,5: Sieg durch technische Überlegenheit
- 1: Sieg nach Punkten
- 2: Unentschieden
- 2,5: Unentschieden, Passivität
- 3: Niederlage nach Punkten
- 3,5: Niederlage durch technische Überlegenheit des Gegners
- 4:  Niederlage durch Schultersieg des Gegners, Passivität, Verletzung

Der vorliegende Wettbewerb dokumentierte drastisch die Unzulänglichkeit dieses Systems. Der Olympiasieger hatte gegen keinen der fünf nachfolgenden Sportler gekämpft und bekam in der entscheidenden Turnierphase ein Freilos, während die Wettkämpfe der Konkurrenten so ausgingen, dass alle aus dem Wettkampf ausschieden.

## Ergebnisse

### Runde 1
| MPG | MPK |                      | Zeit |                      | MPK | MPG |
| --- | --- | -------------------- | ---- | -------------------- | --- | --- |
| 4   | 4   | James Hazewinkel     | 1:41 | Slavko Koletić       | 0   | 0   |
| 4   | 4   | Théodule Toulotte    | 8:34 | Kazimierz Lipień     | 0   | 0   |
| 1   | 1   | László Réczi         |      | Jakob Tanner         | 3   | 3   |
| 0   | 0   | Stelios Mygiakis     | 4:21 | Mohammad Ebrahimi    | 4   | 4   |
| 0   | 0   | Jemal Megrelischwili | 4:52 | Metin Alakoç         | 4   | 4   |
| 4   | 4   | Eliseo Salugta       | 1:34 | Georgi Markow        | 0   | 0   |
| 4   | 4   | Carlos Hurtado       | 8:24 | Harry Van Landeghem  | 0   | 0   |
| 0   | 0   | Martti Laakso        | 6:35 | Juan Hernández       | 4   | 4   |
| 1   | 1   | Hideo Fujimoto       |      | Heinz-Helmut Wehling | 3   | 3   |
| 0   |     | Ion Păun             |      | Freilos              |     |     |

### Runde 2
| MPG | MPK |                      | Zeit |                      | MPK | MPG |
| --- | --- | -------------------- | ---- | -------------------- | --- | --- |
| 1   | 1   | Ion Păun             |      | James Hazewinkel     | 3   | 7   |
| 0   | 0   | Slavko Koletić       | 7:08 | Théodule Toulotte    | 4   | 8   |
| 1   | 1   | Kazimierz Lipień     |      | László Réczi         | 3   | 4   |
| 7   | 4   | Jakob Tanner         | 7:57 | Stelios Mygiakis     | 0   | 0   |
| 0   | 0   | Jemal Megrelischwili | 1:48 | Eliseo Salugta       | 4   | 8   |
| 7   | 3   | Metin Alakoç         |      | Georgi Markow        | 1   | 1   |
| 8   | 4   | Carlos Hurtado       | 4:03 | Martti Laakso        | 0   | 0   |
| 3,5 | 3,5 | Harry Van Landeghem  |      | Hideo Fujimoto       | 0,5 | 1,5 |
| 8   | 4   | Juan Hernández       | 1:30 | Heinz-Helmut Wehling | 0   | 3   |
| 4   |     | Mohammad Ebrahimi    |      | DNS                  |     |     |

### Runde 3
| MPG | MPK |                      | Zeit |                      | MPK | MPG |
| --- | --- | -------------------- | ---- | -------------------- | --- | --- |
| 2   | 1   | Ion Păun             |      | Slavko Koletić       | 3   | 3   |
| 1   | 0   | Kazimierz Lipień     | 5:37 | Stelios Mygiakis     | 4   | 4   |
| 7   | 3   | László Réczi         |      | Jemal Megrelischwili | 1   | 1   |
| 1   | 0   | Georgi Markow        | 1:22 | Harry Van Landeghem  | 4   | 7,5 |
| 2   | 2   | Martti Laakso        |      | Hideo Fujimoto       | 2   | 3,5 |
| 3   |     | Heinz-Helmut Wehling |      | Freilos              |     |     |

### Runde 4
| MPG | MPK |                      | Zeit |                      | MPK | MPG |
| --- | --- | -------------------- | ---- | -------------------- | --- | --- |
| 5,5 | 2,5 | Heinz-Helmut Wehling |      | Ion Păun             | 2,5 | 4,5 |
| 6,5 | 3,5 | Slavko Koletić       |      | Kazimierz Lipień     | 0,5 | 1,5 |
| 5   | 1   | Stelios Mygiakis     |      | Jemal Megrelischwili | 3   | 4   |
| 2   | 1   | Georgi Markow        |      | Martti Laakso        | 3   | 5   |
| 3,5 |     | Hideo Fujimoto       |      | Freilos              |     |     |

### Runde 5
| MPG | MPK |                      | Zeit |                  | MPK | MPG |
| --- | --- | -------------------- | ---- | ---------------- | --- | --- |
| 4,5 | 1   | Hideo Fujimoto       |      | Ion Păun         | 3   | 7,5 |
| 5,5 | 0   | Heinz-Helmut Wehling | 7:00 | Kazimierz Lipień | 4   | 5,5 |
| 8   | 3   | Stelios Mygiakis     |      | Georgi Markow    | 1   | 3   |
| 5   | 1   | Jemal Megrelischwili |      | Martti Laakso    | 3   | 8   |

### Runde 6
| MPG | MPK |                      | Zeit |                      | MPK | MPG |
| --- | --- | -------------------- | ---- | -------------------- | --- | --- |
| 7,5 | 3   | Hideo Fujimoto       |      | Kazimierz Lipień     | 1   | 6,5 |
| 6,5 | 1   | Heinz-Helmut Wehling |      | Jemal Megrelischwili | 3   | 8   |
| 3   |     | Georgi Markow        |      | Freilos              |     |     |